# Pachypodium bispinosum
Pachypodium bispinosum (укр. Пахіподіум біспінозум, Пахіподіум двоколючковий) — вид сукулентних рослин з роду пахіподіум (Pachypodium), родини кутрових (Apocynaceae).

## Етимологія

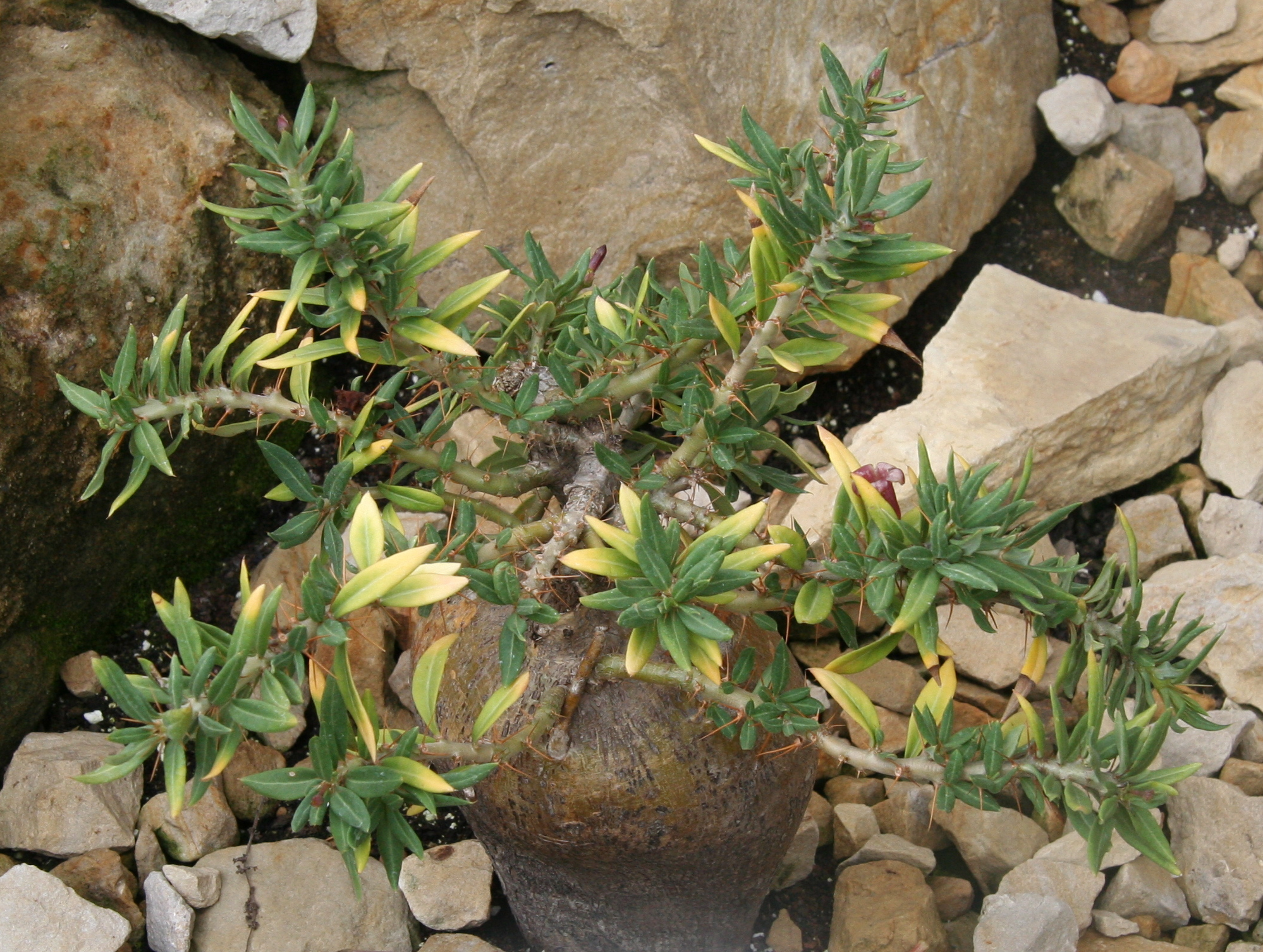
Pachypodium bispinosum в Старому ботанічному саду Гамбурга, Німеччина

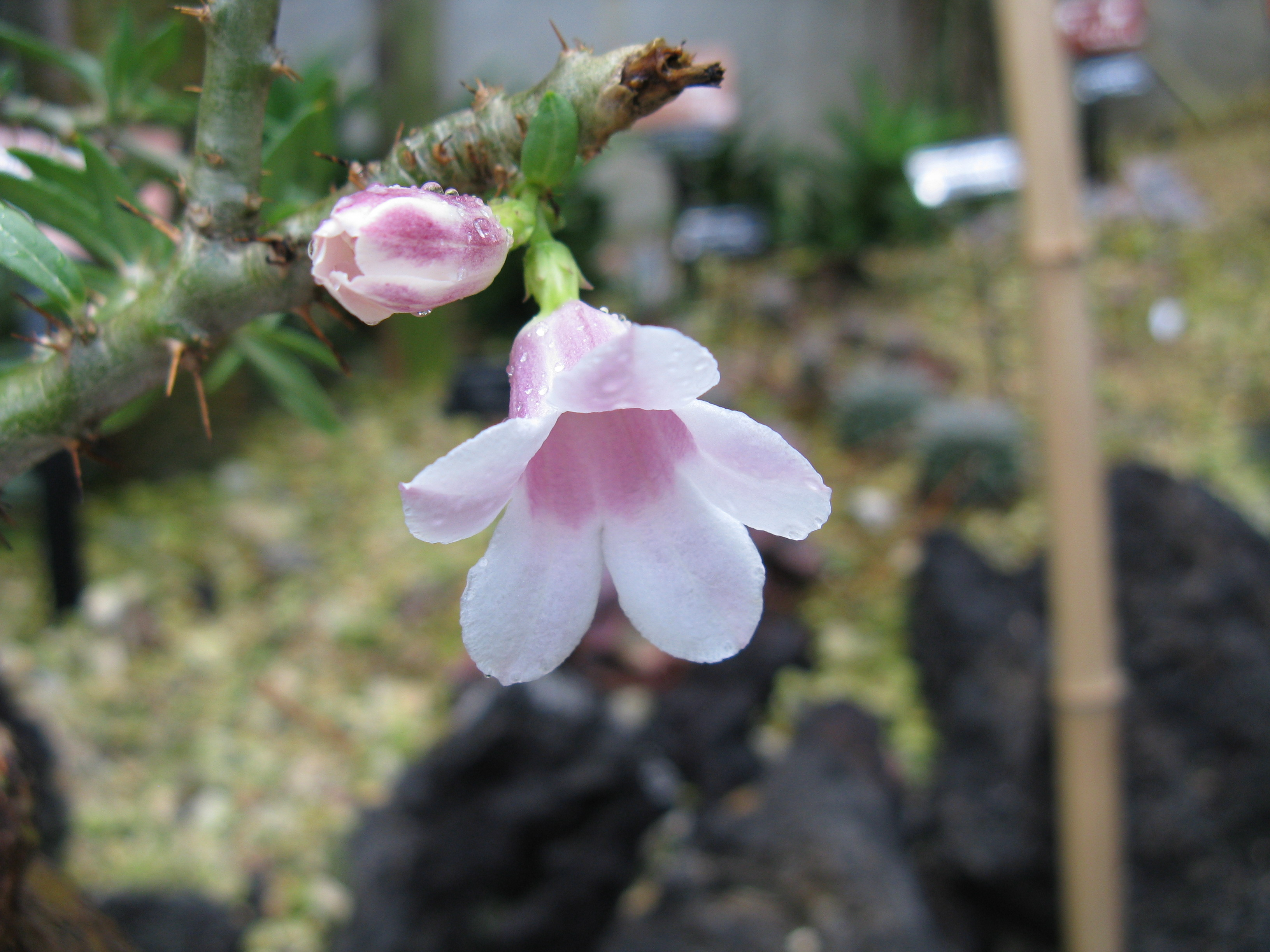
Квіти Pachypodium bispinosum

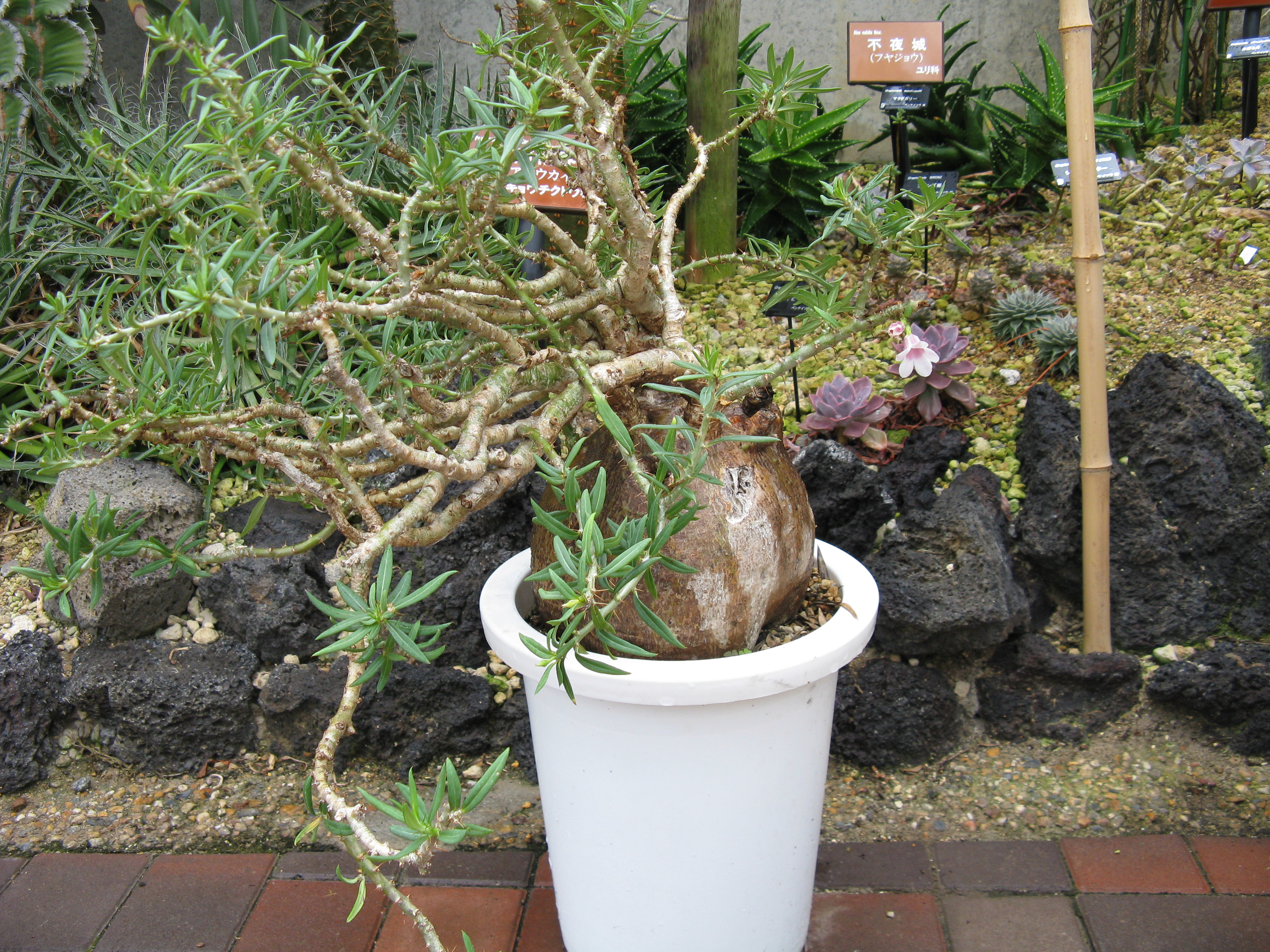
Pachypodium bispinosum в саду квітів префектури Осака, Осака, Японія

Видова назва bispinosum означає «зі спареними колючками». Хоча ця назва і не відображає характерної особливості цього виду, оскільки всі пахіподіуми мають парні колючки.

## Загальна біоморфологічна характеристика
Чагарник до 1,2 м заввишки з розгалуженим пагонами і дрібними квітами. Каудекс соковитий, частково підземний, до 60 см м заввишки, 20 см (або більше) завтовшки. На стеблі, озброєному парними прямими шипами, 10-20 мм завдовжки, формуються тонкі гілки до 120 см завдовжки. Листя вузькі, розсіяні, або зібрані в пучки на стеблах. Квіти дзвоноподібної форми, світло-рожеві з відтінками від фіолетового до темнорожевого, темніші в трубці, 15-20 мм в діаметрі. Квітки з'являються разом з листям з червня по грудень.
Pachypodium bispinosum схожий на Pachipodium succulentum, ареали з яким пересікаються, і без квітів їх важко відрізнити. Листя першого трохи вужчі, більше опушені і мають тенденцію до скручування по краях.

## Поширення у природі
Pachypodium bispinosum поширений практично тільки у Східний Капській провінції в Південноафриканській республіці (Порт-Елізабет). 

## Екологія
Зазвичай зустрічається на сонячних, кам'янистих місцях, де вони зростають з іншими представниками флори посушливих районів. Цей вид, поряд з Pachipodium succulentum, переносить низькі температури у своєму природному середовищі в зимовий період. Вони також добре пристосовані до жаркого і сухого середовища, в якому мешкають. Соковиті стебла зберігають вологу і дозволяють рослинам вижити в суворих умовах. Товсті підземні бульбові стебла також допомагають рослинам пережити тривалі періоди без води. Отже, вони можуть витримувати сильну спеку і тривалі періоди посухи.

## Утримання в культурі
Цей вид особливо схильний до гниття, якщо утримувати його занадто вологим взимку, або якщо культивувати в далеко не ідеальних умовах. Полив влітку і забезпечення добре дренованого ґрунту, щоб уникнути перезволоження. Дуже обмежений полив, або його відсутність з листопада по березень. Режим поливу може змінюватися, залежно від температури і стадії зростання, але краще не допустити, щоб ця рослина була повністю сухою протягом тривалого часу. Цей вид чутливий до холоду, і повинен бути абсолютно сухим взимку при температурі близькій до 4 °С. Потрібно захищати рослини від морозу. Він має тенденцію втрачати своє листя і перебувати в латентному стані в зимовий період. Полюбляє яскраве сонце. Розмноження насінням або живцями.